# Ballistic
Ballistic (Fist of Justice – título alternativo) es una película de acción y thriller de 1995, dirigida por Kim Bass, escrita por Don Lamoreaux y protagonizada por Marjean Holden, Corinna Everson, Sam J. Jones, entre otros. El filme se estrenó el 28 de febrero de 1995.

## Sinopsis
Jesse Gavin está en el grupo élite de la policía, trabaja encubierta, pero su labor es cancelada cuando a un testigo que estaba bajo su custodia lo matan. Entonces, tiene que averiguar qué paso y reivindicarse.